# Таиби, Массимо
Ма́ссимо Таиби (итал. Massimo Taibi; 18 февраля 1970 года, Палермо, Италия) — бывший итальянский футбольный вратарь, известный по выступлениям за «Милан» и английский «Манчестер Юнайтед».

## Биография

### Клубная карьера
В молодёжных командах играл на позиции нападающего, но по совету тренеров стал вратарём. Профессиональную карьеру начал в 1986 году в клубе «Ликата», выступающего на тот момент в Серии C1. Массимо был третьим вратарём сицилийской команды, поэтому его дебют пришёлся на проходной матч Серии B против «Анконы» (28 мая 1989 года, 1:1).
На следующий сезон Таиби отправился в аренду в клуб Серии C1 «Тренто». Там он стал основным вратарём и привлёк внимание скаутов «Милана». За вратаря было заплачено 6 миллиардов лир. В стане «красно-чёрных» Массимо был дублёром Андреа Паццальи и Себастьяно Росси, которые и делили между собой всё игровое время.
Следующий сезон Массимо провёл в аренде в «Комо», а ещё через год оказался в «Пьяченце». Там Массимо стал основным вратарём команды, проведя 177 матчей за пять сезонов. В 1997 году Массимо вернулся в «Милан», где вновь проиграл конкуренцию Себастьяно Росси. Сезон 1998/1999 вратарь вновь провёл в аренде.
В 1999 году Массимо перешёл в «Манчестер Юнайтед» за 4,4 миллиона фунтов. За английский клуб Массимо дебютировал 11 сентября 1999 года в матче против «Ливерпуля». Его команда победила 3:2, а сам Таиби был признан игроком матча. Однако в следующей игре против «Саутгемптона» (3:3) Массимо допустил серьёзную ошибку — пропустил между ног гол после удара Мэтта Ле Тиссье, а в следующей игре пропустил пять мячей от «Челси» и больше за «МЮ» не играл. Переход Таиби в «МЮ» до сих пор включается СМИ в списки худших трансферов английской Премьер-лиги. Итальянец покинул английский клуб уже в июле 2000 года, чтобы отправиться в «Реджину» за 2 миллиона фунтов.
1 апреля 2001 года Таиби стал вторым вратарём Серии А, которому удалось забить гол с игры. Это произошло на 89-й минуте матча «Реджины» против «Удинезе» при счёте 0:1 в пользу «чёрно-белых». Таиби забил головой, после подачи углового.
Также Массимо поиграл в «Аталанте», «Торино» и «Асколи». 27 января 2009 года Таиби завершил игровую карьеру.

### Карьера тренера и функционера
Осенью 2009 года Таиби стал тренером вратарей «Палермо». В феврале 2010 года Таиби стал генеральным менеджером команды «Рубирезе». 2 мая 2011 года Массимо перешёл на должность спортивного директора «Монтебеллуны». С декабря 2012 года отвечает за молодёжные команды «Модены».

## Достижения
- Победитель Серии C1: 1988
- Победитель Суперкубка УЕФА: 1990
- Победитель Межконтинентального кубка: 1990, 1999
- Победитель Серии B: 1995